# Коултервілл (Іллінойс)
Коултервілл (англ. Coulterville) — селище (англ. village) в США, в окрузі Рендолф штату Іллінойс. Населення — 834 особи (2020).

## Географія
Коултервілл розташований за координатами 38°11′6″ пн. ш. 89°36′16″ зх. д. / 38.18500° пн. ш. 89.60444° зх. д. (38.185079, -89.604316).  За даними Бюро перепису населення США в 2010 році селище мало площу 1,45 км², з яких 1,45 км² — суходіл та 0,00 км² — водойми.

## Демографія
Згідно з переписом 2010 року, у селищі мешкало 945 осіб у 388 домогосподарствах у складі 228 родин. Густота населення становила 653 особи/км².  Було 422 помешкання (292/км²).
Расовий склад населення:
| - 95,4 % — білих - 1,9 % — чорних або афроамериканців - 0,5 % — азіатів - 0,2 % — вихідців з тихоокеанських островів - 0,2 % — корінних американців |

До двох чи більше рас належало 1,6 %. Частка іспаномовних становила 0,6 % від усіх жителів.
За віковим діапазоном населення розподілялося таким чином: 21,8 % — особи молодші 18 років, 55,0 % — особи у віці 18—64 років, 23,2 % — особи у віці 65 років та старші. Медіана віку мешканця становила 45,5 року. На 100 осіб жіночої статі у селищі припадало 86,4 чоловіків;  на 100 жінок у віці від 18 років та старших — 83,8 чоловіків також старших 18 років.
Середній дохід на одне домашнє господарство  становив 48 718 доларів США (медіана — 40 179), а середній дохід на одну сім'ю — 60 408 доларів (медіана — 53 750). За межею бідності перебувало 14,8 % осіб, у тому числі 15,7 % дітей у віці до 18 років та 10,5 % осіб у віці 65 років та старших.
Цивільне працевлаштоване населення становило 336 осіб. Основні галузі зайнятості: виробництво — 19,0 %, освіта, охорона здоров'я та соціальна допомога — 18,8 %, мистецтво, розваги та відпочинок — 11,6 %, публічна адміністрація — 11,3 %.